# Bufonocarodes mistshenkoi
Bufonocarodes mistshenkoi är en insektsart som beskrevs av Marius Descamps 1967. Bufonocarodes mistshenkoi ingår i släktet Bufonocarodes och familjen Pamphagidae.

## Underarter
Arten delas in i följande underarter:
- B. m. luteipes
- B. m. mistshenkoi